# Côteaux
Côteaux (Haitianisch-Kreolisch Koto; auch Les Côteaux, spanisch Las Laderas) ist eine Gemeinde im Département Sud von Haiti und Hauptort des gleichnamigen Arrondissements.

## Geschichte
Die Gegend des heutigen Côteaux wurde im Jahr 1726 erstmals besiedelt und ist damit eine der ältesten Gemeinden Haitis. Zur Zeit der Unabhängigkeit von Frankreich (1804) war sie ein kommunaler Bezirk und Sitz eines Bistums, das sich von Tiburon bis Aquin erstreckte.
Côteaux erhielt im Jahr 1826 den Status einer eigenständigen Gemeinde.
Eine Hungersnot im Süden Haitis im Jahr 1908 führte zu gewalttätigen Kämpfen um Nahrung und zu einer Rebellion, die vom Befehlshaber der Armee im Süden, General François C. Antoine Simon, angeführt wurde. Präsident Nord Alexis ließ zur Niederschlagung der Unruhen u. a. Côteaux von See aus durch Kanonenboote beschießen, was zu zahlreichen Todesopfern und schweren Zerstörungen führte.
Im September des Jahres 2016 wurde Côteaux von Hurrikan Matthew schwer getroffen.

## Lage und Beschreibung
Côteaux liegt an der Küste des Karibischen Meeres. Die ländlichen Gemeindebezirke liegen in den Bergen landeinwärts und reichen bis zu dem Nationalpark Macaya. Die Küstenlinie des Ortszentrums und des Viertels Demassin ist 14 Kilometer lang.
Neben dem Ortszentrum Ville des Côteaux und dem Viertel Quartier de Demassin bestehen drei ländliche Gemeindebezirke:
1. Condé mit Bêque, Delior, Duperon, Gardois, Lan Beurre und Roche-A-Bateau
2. Despas mit Anse-Louis, Ca Boquet, Ca Celeste, La Hatte, Lourtier und Tamarin
3. Quentin mit Calebasse, Dallier, Dépas, Guichard, Jirodo und Nan Campeche

Die Küstenstraße Route Départementale RD-25 führt durch die Gemeinde. In rund 52 Kilometern Entfernung ist im Osten Les Cayes zu erreichen, wo die Route Nationale 2 (RN-2) verläuft.
Die 500 Marches de la Médaille Miraculeuse („500 Schritte der wundertätigen Madonna“ oder einfach „500 Stufen“) führen zum Gipfel des Bergs Goave wo sich ein Sanktuar der Jungfrau Maria sowie ein Kreuz mit einer Bronzestatue von Jesus Christus befinden. Dies ist ein beliebter Wallfahrtsort, den jährlich Tausende von Pilgern und Touristen aufsuchen.